# Papikonda-Nationalpark
Der Papikonda-Nationalpark (Telugu పాపికొండ జాతీయ ఉద్యానవనం) ist ein Nationalpark im indischen Bundesstaat Andhra Pradesh.

## Geographie
Der Nationalpark liegt am Unterlauf des Godavari-Flusses in den Distrikten Eluru und Alluri Sitharama Raju von Andhra Pradesh. Der Fluss teilt den Nationalpark in einen nördlichen und einen südlichen Teil. Die Höhe variiert zwischen 20 Metern am Flussufer und 850 Metern am Bison Peak, dem höchsten Punkt des Parks. Der Nationalpark erhielt seinen Namen nach den Papikondalu oder Papi Hills, die einen Abschnitt der Ostghats bilden. Die ortstypische Vegetation wird vom tropischen Trockenwald und tropischen Regenwald gebildet, der abschnittsweise durch Buschvegetation unterbrochen ist. Nach Angaben der Waldbehörde von Andhra Pradesh waren im Jahr 2013 insgesamt 857 km² von Wald bedeckt, davon 716 km² mit mäßig dichtem oder sehr dichtem Wald.

## Geschichte
Vorläufer des späteren Nationalparks war das Papikonda-Naturschutzgebiet (wildlife sanctuary), das am 27. Juli 1998 eingerichtet wurde. Dieses umfasste bei seiner Einrichtung 590,68 km² und die Reservatwälder (reserve forests) von Coringa und Bhairavapalem in den damaligen Distrikten Khamman (228,51 km²), East Godavari (198,26 km²) und West Godavari (148,38 km²) mit Teilen des Godavari-Flussbetts (15,54 km²).
Am 26. November 2008 wurde das Naturschutzgebiet um 421 km² erweitert und zum Nationalpark erklärt. Der bei Einrichtung 1011,86 km² große Nationalpark erstreckte sich über das Gebiet der Distrikte Khammam (440,41 km²), East Godavari (310,62 km²) und West Godavari (261,83 km²). Als im Jahr 2014 der Bundesstaat Telangana aus Teilen von Andhra Pradesh neu gebildet wurde, kam es zu einer Grenzanpassung zwischen diesen drei Distrikten, so dass der Nationalpark anschließend weitestgehend oder vollständig (die Angaben hierzu sind spärlich) im Bereich der Distrikte West und East Godavari zu liegen kam. Im April 2022 wurde eine Distriktneueinteilung in Andhra Pradesh umgesetzt, so dass der Nationalpark seitdem auf dem Gebiet der beiden neuen Distrikte Eluru und Alluri Sitharama Raju liegt.

## Flora und Fauna
Genaue umfassende Studien zur Erfassung der biologischen Artenvielfalt des Nationalparks existieren bisher (2022) wohl nicht, sondern nur einzelne Feldstudien.
Häufige Baumarten sind Cleistanthus collinus, Chloroxylon swietenia, Teakbaum, Terminalia tomentosa, Adina cordifolia, Hardwicki abinata, Anogeissus latifolia, Ficus sp., Dalbergia sissoo (Indischer Palisander) und Malabar-Lackbaum. Im Untergehölz sind Helicteres isora und Grewia hirsuta häufig zu finden.
Zu den Karnivoren im Park zählen Tiger, Leopard, Bengalkatze, Rostkatze, Rohrkatze, Streifenhyäne, Rothund, Goldschakal, Bengalfuchs, Lippenbär, Fleckenmusang, Kleine Indische Zibetkatze, Indischer Mungo, Indische Rotmanguste, Halsstreifenmanguste und Honigdachs. An Paarhufern sind Axishirsch, Sambar, Indischer Muntjak, Gaur, Nilgauantilope, Vierhornantilope und Wildschwein zu finden. Weitere größere Säugetierarten sind Schwarznackenhase, Rhesusaffe, Indischer Hutaffe, Bengalischer Hanuman-Langur, Vorderindisches Schuppentier, Moschusspitzmaus, Indisches Spitzhörnchen, u. a. m.
Zu den Fledertieren des Parks zählen Leschenault-Flughund, Indischer Riesenflughund, Indischer Kurznasenflughund, Rhinopoma hardwickii, Taphozous longimanus, Indischer Falscher Vampir, Rhinolophus rouxii, Hipposideros speoris, Hipposideros fulvus, Pipistrellus ceylonicus, Dormer-Zwergfledermaus und Hesperoptenus tickelli.

## Auswirkungen des Polavaram-Projekts auf den Nationalpark
Das sogenannte Polavaram-Projekt beinhaltet die Errichtung eines insgesamt knapp 2,5 Kilometer langen Staudamms am Godavari nahe dem Ort Ramayyapeta im Mandal Polavaram, an dem Ort, wo der Godavari aus dem Bergland der Westghats in die Ebene von Andhra Pradesh eintritt. Das Projekt soll der Energiegewinnung, der Wasserversorgung für die Landwirtschaft und die Wohnbevölkerung sowie der Wasserregulierung dienen. Über einen mehr als 100 Kilometer langen Kanal soll Wasser aus dem Godavari dem Fluss Krishna zugeführt werden.
Das Staudammprojekt, mit dessen baulicher Umsetzung 2005–2006 begonnen wurde, wird gravierende Auswirkungen auf den Nationalpark haben. Eine gemeinsame vom Wildlife Institute of India durchgeführte Feldstudie kam zu der Einschätzung, dass bis zu 117 km² (die Angaben hierzu sind unsicher) durch den entstehenden Stausee überschwemmt werden.